# Йомен (Індіана)
Йомен (англ. Yeoman) — місто (англ. town) в США, в окрузі Керролл штату Індіана. Населення — 116 осіб (2020).

## Географія
Йомен розташований за координатами 40°40′4″ пн. ш. 86°43′25″ зх. д. / 40.66778° пн. ш. 86.72361° зх. д. (40.667696, -86.723596).  За даними Бюро перепису населення США в 2010 році місто мало площу 0,32 км², уся площа — суходіл.

## Демографія
Згідно з переписом 2010 року, у місті мешкало 139 осіб у 51 домогосподарстві у складі 38 родин. Густота населення становила 441 особа/км².  Було 54 помешкання (171/км²).
Расовий склад населення:
| - 100,0 % — білих |

До двох чи більше рас належало 0,0 %. Частка іспаномовних становила 0,0 % від усіх жителів.
За віковим діапазоном населення розподілялося таким чином: 28,8 % — особи молодші 18 років, 66,9 % — особи у віці 18—64 років, 4,3 % — особи у віці 65 років та старші. Медіана віку мешканця становила 27,1 року. На 100 осіб жіночої статі у місті припадало 98,6 чоловіків;  на 100 жінок у віці від 18 років та старших — 102,0 чоловіків також старших 18 років.
Середній дохід на одне домашнє господарство  становив 61 481 долар США (медіана — 44 375), а середній дохід на одну сім'ю — 71 132 долари (медіана — 53 750). Медіана доходів становила 43 750 доларів для чоловіків та 25 750 доларів для жінок. За межею бідності перебувало 16,8 % осіб, у тому числі 27,9 % дітей у віці до 18 років та 0,0 % осіб у віці 65 років та старших.
Цивільне працевлаштоване населення становило 68 осіб. Основні галузі зайнятості: виробництво — 38,2 %, науковці, спеціалісти, менеджери — 16,2 %, публічна адміністрація — 10,3 %, роздрібна торгівля — 8,8 %.